# Eurysternus cambeforti
Eurysternus cambeforti là một loài bọ cánh cứng trong họ Bọ hung (Scarabaeidae).